# Tetrapol
Tetrapol is een digitaal communicatiesysteem, ontwikkeld voor professionele gebruikers zoals politie en veiligheidsdiensten, industriële complexen of het leger. Tetrapol is een proprietary product van EADS. Tetrapol concurreert met systemen die gebaseerd zijn op de open TETRA standaard van diverse andere fabrikanten.

## Geschiedenis
Tetrapol is ontstaan na een opdracht voor ontwikkeling van een digitaal communicatiesysteem die de Franse politie aan oorspronkelijk aan Matra Hautes Technologies heeft verstrekt. Deze ontwikkeling resulteerde in een digitaal radiocommunicatiesysteem op basis van Frequency Division Multiple Access (FDMA) technologie. Bij FDMA wordt de beschikbare frequentieband opgedeeld in verschillende radiokanalen met elk een unieke frequentie.
In dezelfde periode werd door de ETSI de open TETRA standaard vastgesteld. TETRA is gebaseerd op Time Division Multiple Access (TDMA). Bij TDMA wordt een radiokanaal opgedeeld in tijdsleuven (Eng.: Time slots). Gebruikers krijgen binnen TDMA een tijdsleuf toegewezen. 
Om marketingtechnische redenen heeft Matra de naamgeving van haar product gewijzigd in Tetrapol. Deze naam wekt de suggestie dat Tetrapol een variant van TETRA die speciaal voor de politie ontworpen is. TETRA en Tetrapol zijn echter op totaal verschillende technologie (TDMA vs FDMA) gebaseerd en niet door elkaar te gebruiken.
Matra Hautes Technologies heeft het Europees Telecommunicatie en Standaardisatie Instituut (ETSI) verzocht om Tetrapol als Europese standaard te erkennen naast de reeds toegewezen TETRA standaard. In 1999 is dit verzoek door de ETSI afgewezen.
In februari 1999 is Matra Hautes Technologies samengegaan met Aérospatiale en vormde Aérospatiale-Matra. Op 10 juli 2000 werd Aérospatiale-Matra overgenomen door EADS. Met deze overname kwam de Tetrapol technologie ook in handen van EADS.

## Bedrijven
In Nederland hebben volgende bedrijven een Tetrapol netwerk:
- Corus (voorheen Hoogovens IJmuiden)
- Koninklijke DSM NV